# Pussigny
Pussigny é uma comuna francesa na região administrativa do Centro, no departamento Indre-et-Loire. Estende-se por uma área de 8,53 km². Em 2010 a comuna tinha 171 habitantes (densidade: 20 hab./km²).